# Cupa Orașelor Târguri 1961-1962

## Meciuri preliminarii
| Echipa 1                      | Total  | Echipa 2                         | Turul I | Turul II | Baraj |
| ----------------------------- | ------ | -------------------------------- | ------- | -------- | ----- |
| AC Milan                      | 0 – 2  | Selecționata Novi Sad            | 0 – 0   | 0 – 2    |       |
| Hibernian FC Edinburgh        | 6 – 4  | CF Os Belenenses                 | 3 – 3   | 3 – 1    |       |
| Selecționata Basel            | 2 – 5  | FC Steaua Roșie Belgrad          | 1 – 1   | 1 – 4    |       |
| Stævnet                       | 4 – 9  | NK Dinamo Zagreb                 | 2 – 7   | 2 – 2    |       |
| Olympique Lyonnais            | 6 – 7  | Sheffield Wednesday FC           | 4 – 2   | 2 – 5    |       |
| RC Strasbourg                 | 3 – 13 | MTK Budapesta                    | 1 – 3   | 2 – 10   |       |
| Hannoverscher SV 1896         | 0 – 3  | RCD Espanyol Barcelona           | 0 – 1   | 0 – 2    |       |
| Valencia CF                   | 7 – 1  | Nottingham Forest FC             | 2 – 0   | 5 – 1    |       |
| Selecționata Berlinul de Vest | 1 – 3  | FC Barcelona                     | 1 – 0   | 0 – 3    |       |
| Spartak ZJŠ Brno              | 3 – 6  | Selecționata Leipzig             | 2 – 2   | 1 – 4    |       |
| RU Saint-Gilloise             | 1 – 5  | Heart of Midlothian FC Edinburgh | 1 – 3   | 0 – 2    |       |
| 1. Fußball-Club Köln 01/07    | 4 – 4  | FC Internazionale Milano         | 4 – 2   | 0 – 2    | 3 – 5 |

Calificate direct: AS Roma, Birmingham City FC (în calitate de finaliste ale ediției precedente), FC Lausanne-Sport și PAO Iraklis Salonic.

### Turul I
| AC Milan | 0 – 0 | Selecționata Novi Sad |
| -------- | ----- | --------------------- |
|          |       |                       |

| Hibernian FC Edinburgh           | 3 – 3 | CF Os Belenenses           |
| -------------------------------- | ----- | -------------------------- |
| Fraser 47', 53' Baird 60' (pen.) |       | Matateu 13', 26' Yaúca 15' |

| Selecționata Basel | 1 – 1 | FC Steaua Roșie Belgrad |
| ------------------ | ----- | ----------------------- |
| Odermatt 8'        |       | Maravić 32'             |

| Stævnet               | 2 – 7 | NK Dinamo Zagreb                                                   |
| --------------------- | ----- | ------------------------------------------------------------------ |
| Sørensen 13' Ravn 15' |       | Jerković 24', 41' Cvitković 33', 67' Šantek 69' Knez 88' Matuš 90' |

| Olympique Lyonnais                       | 4 – 2 | Sheffield Wednesday FC |
| ---------------------------------------- | ----- | ---------------------- |
| Rambert 19' N'Jo Léa 22', 38' Combin 90' |       | Young 47' Ellis 63'    |

| RC Strasbourg | 1 – 3 | MTK Budapesta                           |
| ------------- | ----- | --------------------------------------- |
| Lachot 73'    |       | Sándor 20' Gonzales 23' (a.g.) Kuti 90' |

| Hannoverscher SV 1896 | 0 – 1 | RCD Espanyol Barcelona |
| --------------------- | ----- | ---------------------- |
|                       |       | Camps 52'              |

| Valencia CF    | 2 – 0 | Nottingham Forest FC |
| -------------- | ----- | -------------------- |
| Waldo 15', 41' |       |                      |

| Selecționata Berlinul de Vest | 1 – 0 | FC Barcelona |
| ----------------------------- | ----- | ------------ |
| Foit 83'                      |       |              |

| Spartak ZJŠ Brno       | 2 – 2 | Selecționata Leipzig       |
| ---------------------- | ----- | -------------------------- |
| Skejbal 9', 47' (pen.) |       | Trölitzsch 13', 44' (pen.) |

| RU Saint-Gilloise | 1 – 3 | Heart of Midlothian FC Edinburgh |
| ----------------- | ----- | -------------------------------- |
| van Varenberg 18' |       | Blackwood 23' Davidson 30', 76'  |

| 1. Fußball-Club Köln 01/07                      | 4 – 2 | FC Internazionale Milano |
| ----------------------------------------------- | ----- | ------------------------ |
| Sturm 2' Müller 23' Hemmersbach 36' Thielen 71' |       | Morbello 19' Petroni 63' |

### Turul II
| MTK Budapesta                                                                  | 10 – 2 | RC Strasbourg              |
| ------------------------------------------------------------------------------ | ------ | -------------------------- |
| Kuti 13', 60' Sándor 17', 83' Molnár 37', 69' Szimcsák I 47', 53', 68' Sas 82' |        | Nabat 21' Hauss 75' (pen.) |

MTK Budapesta s-a calificat cu scorul general 13-3
| Selecționata Novi Sad | 2 – 0 | AC Milan |
| --------------------- | ----- | -------- |
| Takač 20' Pavlić 50'  |       |          |

Selecționata Novi Sad s-a calificat cu scorul general 2–0.
| RCD Espanyol Barcelona    | 2 – 0 | Hannoverscher SV 1896 |
| ------------------------- | ----- | --------------------- |
| Camps 27' Jörß 60' (a.g.) |       |                       |

RCD Espanyol Barcelona s-a calificat cu scorul general 3-0.
| CF Os Belenenses | 1 – 3 | Hibernian FC Edinburgh        |
| ---------------- | ----- | ----------------------------- |
| Matateu 28'      |       | Baxter 20', 61' Stevenson 74' |

Hibernian FC Edinburgh s-a calificat cu scorul general 4–6.
| NK Dinamo Zagreb        | 2 – 2 | Stævnet                    |
| ----------------------- | ----- | -------------------------- |
| Remete 29' Marković 70' |       | Rasmussen 31' Andersen 40' |

NK Dinamo Zagreb s-a calificat cu scorul general 9-4
| Sheffield Wednesday FC                                       | 5 – 2 | Olympique Lyonnais      |
| ------------------------------------------------------------ | ----- | ----------------------- |
| Fantham 9', 85' Griffin 14' McAnearney 20' (pen.) Dobson 78' |       | Salen 14' Djorkaeff 81' |

Sheffield Wednesday FC s-a calificat cu scorul general 7-6.
| Selecționata Leipzig            | 4 – 1 | Spartak ZJŠ Brno |
| ------------------------------- | ----- | ---------------- |
| Frenzel 17', 21' Zerbe 36', 55' |       | Skejbal 64'      |

Selecționata Leipzig s-a calificat cu scorul general 6-3
| Heart of Midlothian FC Edinburgh | 2 – 0 | RU Saint-Gilloise |
| -------------------------------- | ----- | ----------------- |
| Wallace 71' Stenhouse 87'        |       |                   |

Heart of Midlothian FC Edinburgh s-a calificat cu scorul general 1-5
| Nottingham Forest FC | 1 – 5 | Valencia CF                               |
| -------------------- | ----- | ----------------------------------------- |
| Cobb 55'             |       | Waldo 12', 15' Héctor Núñez 31', 54', 70' |

Valencia CF s-a calificat cu scorul general 7-1
| FC Barcelona                | 3 – 0 | Selecționata Berlinul de Vest |
| --------------------------- | ----- | ----------------------------- |
| Evaristo 8', 78' Zaldúa 87' |       |                               |

FC Barcelona s-a calificat cu scorul general 3-1
| FC Internazionale Milano   | 2 – 0 | 1. Fußball-Club Köln 01/07 |
| -------------------------- | ----- | -------------------------- |
| Luis Suárez 4', 59' (pen.) |       |                            |

La scorul general 4–4 s-a disputat un meci de baraj.
| FC Steaua Roșie Belgrad               | 4 – 1 | Selecționata Basel |
| ------------------------------------- | ----- | ------------------ |
| Stipić 6' Melić 42', 69' Rudinski 60' |       | Blumer 23'         |

FC Steaua Roșie Belgrad s-a calificat cu scorul general 4-1.

### Baraj
| FC Internazionale Milano                           | 5 – 3 | 1. Fußball-Club Köln 01/07 |
| -------------------------------------------------- | ----- | -------------------------- |
| Humberto 2', 32', 63' Luis Suárez 16' Morbello 40' |       | Regh 42', 54' Ripkens 73'  |

FC Internazionale Milano s-a calificat.

## Optimi de finală
| Echipa 1                         | Total  | Echipa 2                 | Turul I | Turul II | Baraj |
| -------------------------------- | ------ | ------------------------ | ------- | -------- | ----- |
| PAO Iraklis Salonic              | 3 – 10 | Selecționata Novi Sad    | 2 – 1   | 1 – 9    |       |
| FC Steaua Roșie Belgrad          | 5 – 0  | Hibernian FC Edinburgh   | 4 – 0   | 1 – 0    |       |
| Heart of Midlothian FC Edinburgh | 0 – 5  | FC Internazionale Milano | 0 – 1   | 0 – 4    |       |
| MTK Budapesta                    | 3 – 3  | Selecționata Leipzig     | 3 – 0   | 0 – 3    | 2 – 0 |
| RCD Espanyol Barcelona           | 5 – 3  | Birmingham City FC       | 5 – 2   | 0 – 1    |       |
| Sheffield Wednesday FC           | 4 – 1  | AS Roma                  | 4 – 0   | 0 – 1    |       |
| FC Barcelona                     | 7 – 3  | NK Dinamo Zagreb         | 5 – 1   | 2 – 2    |       |
| Valencia CF                      | 4 – 3  | FC Lausanne-Sport        | 4 – 3   | –        |       |

### Turul I
| PAO Iraklis Salonic          | 2 – 1 | Selecționata Novi Sad |
| ---------------------------- | ----- | --------------------- |
| Xilas 6' (pen.) Asvestis 49' |       | Takač 43'             |

| FC Steaua Roșie Belgrad              | 4 – 0 | Hibernian FC Edinburgh |
| ------------------------------------ | ----- | ---------------------- |
| Maravić 17', 55' Melić 24' Tasić 42' |       |                        |

| Heart of Midlothian FC Edinburgh | 0 – 1 | FC Internazionale Milano |
| -------------------------------- | ----- | ------------------------ |
|                                  |       | Humberto 33'             |

| MTK Budapesta                | 3 – 0 | Selecționata Leipzig |
| ---------------------------- | ----- | -------------------- |
| Povázsai 37', 59' Sándor 81' |       |                      |

| RCD Espanyol Barcelona                     | 5 – 2 | Birmingham City FC |
| ------------------------------------------ | ----- | ------------------ |
| Castaño 23' Sastre 26' Camps 33', 80', 83' |       |                    |

| Sheffield Wednesday FC         | 4 – 0 | AS Roma |
| ------------------------------ | ----- | ------- |
| Fantham 6' Young 33', 35', 79' |       |         |

| FC Barcelona                                 | 5 – 1 | NK Dinamo Zagreb |
| -------------------------------------------- | ----- | ---------------- |
| Pereda 14' Evaristo 17', 26', 31' Kocsis 67' |       | Jerković 87'     |

| Valencia CF | 4 – 3 | FC Lausanne-Sport |
| ----------- | ----- | ----------------- |
|             |       |                   |

### Turul II
| Selecționata Novi Sad                                                    | 9 – 1 | PAO Iraklis Salonic |
| ------------------------------------------------------------------------ | ----- | ------------------- |
| Radović 8', 47', 53' Aleksić 22' Pavlić 36', 57', 59' Mijatović 55', 77' |       | Hasekidis 61'       |

Selecționata Novi Sad s-a calificat cu scorul general 10-3.
| Hibernian FC Edinburgh | 0 – 1 | FC Steaua Roșie Belgrad |
| ---------------------- | ----- | ----------------------- |
|                        |       | Prljinčević 77'         |

FC Steaua Roșie Belgrad s-a calificat cu scorul general 4-0.
| Selecționata Leipzig            | 3 – 0 | MTK Budapesta |
| ------------------------------- | ----- | ------------- |
| Frenzel 18', 81' Engelhardt 76' |       |               |

La scorul general 3–3 s-a disputat un meci de baraj.
| FC Internazionale Milano                    | 4 – 0 | Heart of Midlothian FC Edinburgh |
| ------------------------------------------- | ----- | -------------------------------- |
| Hitchens 11', 86' Morbello 31' Humberto 75' |       |                                  |

FC Internazionale Milano s-a calificat cu scorul general 5-0.
| Birmingham City FC | 1 – 0 | RCD Espanyol Barcelona |
| ------------------ | ----- | ---------------------- |
| Auld 59'           |       |                        |

RCD Espanyol Barcelona s-a calificat cu scorul general 5-3.
| AS Roma    | 1 – 0 | Sheffield Wednesday FC |
| ---------- | ----- | ---------------------- |
| Swan a.g.' |       |                        |

Sheffield Wednesday FC s-a calificat cu scorul general 4-1.
| NK Dinamo Zagreb | 2 – 2 | FC Barcelona             |
| ---------------- | ----- | ------------------------ |
| Lamza 24', 47'   |       | Evaristo 37' Zaballa 69' |

FC Barcelona s-a calificat cu scorul general 7-3
| FC Lausanne-Sport | nedisputat | Valencia CF |
| ----------------- | ---------- | ----------- |
|                   |            |             |

Valencia CF s-a calificat cu scorul general 4-3

### Baraj
| MTK Budapesta        | 2 – 0 | Selecționata Leipzig |
| -------------------- | ----- | -------------------- |
| Sándor 40' Bödör 57' |       |                      |

MTK Budapesta s-a calificat.

## Sferturi de finală
| Echipa 1               | Total | Echipa 2                 | Turul I | Turul II | Baraj |
| ---------------------- | ----- | ------------------------ | ------- | -------- | ----- |
| RCD Espanyol Barcelona | 2 – 6 | FC Steaua Roșie Belgrad  | 2 – 1   | 0 – 5    |       |
| Selecționata Novi Sad  | 2 – 6 | MTK Budapesta            | 1 – 4   | 1 – 2    |       |
| Valencia CF            | 5 – 3 | FC Internazionale Milano | 2 – 0   | 3 – 3    |       |
| Sheffield Wednesday FC | 3 – 4 | FC Barcelona             | 3 – 2   | 0 – 2    |       |

### Turul I
| RCD Espanyol Barcelona | 2 – 1 | FC Steaua Roșie Belgrad |
| ---------------------- | ----- | ----------------------- |
| Camps 55', 77'         |       | Stipić 12'              |

| Selecționata Novi Sad | 1 – 4 | MTK Budapesta                     |
| --------------------- | ----- | --------------------------------- |
| Aleksić 22'           |       | Bödör 35' Kuti 35' Vasas 75', 80' |

| Valencia CF         | 2 – 0 | FC Internazionale Milano |
| ------------------- | ----- | ------------------------ |
| Guillot 3' Waldo 7' |       |                          |

| Sheffield Wednesday FC           | 3 – 2 | FC Barcelona                |
| -------------------------------- | ----- | --------------------------- |
| Fantham 28', 54' Alan Finney 43' |       | Villaverde 14' Evaristo 34' |

### Turul II
| MTK Budapesta        | 2 – 1 | Selecționata Novi Sad |
| -------------------- | ----- | --------------------- |
| Molnár 35' Bödör 67' |       | Milić 10'             |

MTK Budapesta s-a calificat cu scorul general 6-2
| FC Steaua Roșie Belgrad                                  | 5 – 0 | RCD Espanyol Barcelona |
| -------------------------------------------------------- | ----- | ---------------------- |
| Šekularac 24', 56' Muños 46' (a.g.) Galić 51' Stipić 65' |       |                        |

FC Steaua Roșie Belgrad s-a calificat cu scorul general 6-2
| FC Internazionale Milano               | 3 – 3 | Valencia CF                     |
| -------------------------------------- | ----- | ------------------------------- |
| Bettini 7', 52' Luis Suárez 23' (pen.) |       | Chicão 3' Recaman 34' Ficha 86' |

Valencia CF s-a calificat cu scorul general 5-3
| FC Barcelona    | 2 – 0 | Sheffield Wednesday FC |
| --------------- | ----- | ---------------------- |
| Kocsis 12', 34' |       |                        |

FC Barcelona s-a calificat cu scorul general 4-3

## Semifinale
| Echipa 1                | Total  | Echipa 2      | Turul I | Turul II | Baraj |
| ----------------------- | ------ | ------------- | ------- | -------- | ----- |
| FC Steaua Roșie Belgrad | 1 – 6  | FC Barcelona  | 0 – 2   | 1 – 4    |       |
| Valencia CF             | 10 – 3 | MTK Budapesta | 3 – 0   | 7 – 3    |       |

### Turul I
| FC Steaua Roșie Belgrad | 0 – 2 | FC Barcelona          |
| ----------------------- | ----- | --------------------- |
|                         |       | Zaldúa 81' Pereda 87' |

| Valencia CF                   | 3 – 0 | MTK Budapesta |
| ----------------------------- | ----- | ------------- |
| Guillot 53' Coll 69'Waldo 73' |       |               |

### Turul II
| FC Barcelona                                           | 4 – 1 | FC Steaua Roșie Belgrad |
| ------------------------------------------------------ | ----- | ----------------------- |
| Kocsis 8' Garay 20' Zaldúa 39', 70' Vicente 57' (pen.) |       |                         |

FC Barcelona s-a calificat cu scorul general 6-1
| MTK Budapesta             | 3 – 7 | Valencia CF                                               |
| ------------------------- | ----- | --------------------------------------------------------- |
| Machos 28', 52' Bödör 83' |       | Héctor Núñez 6', 60', 77' Guillot 25', 48' Waldo 32', 50' |

Valencia CF s-a calificat cu scorul general 10-3

## Finala
| Valencia CF | Valencia CF | FC Barcelona | FC Barcelona |
| | \| Tur \| \| 8 septembrie 1962, ora 22:45 la Valencia (Mestalla) \| \| Scor: 6 – 2 (3 – 2) \| \| Spectatori: 65.000 \| \| Arbitru: Joseph Barbéran, Franța \|                                                |              |              |
| - Ricardo Zamora de Grassa - Vicente Piquer - Manuel Mestre - José Sastre - Juan Carlos Quincoces - Chicão - Héctor Núñez - Enrique Ribelles - Waldo Machado - Vicente Guillot - Nando Yosu Antrenor: Alejandro Scopelli | - José Manuel Pesudo - Julio César Benítez - Rodri - Ferran Olivella - Martí Vergés - Sígfrid Gràcia - Luis Cubilla - Sándor Kocsis - Cayetano Ré - Ramón Villaverde - Antonio Camps Antrenor: László Kubala |              |              |
| 1 – 1 Nando Yosu (11) 2 – 2 Vicente Guillot (35) 3 – 1 Nando Yosu (42) 4 – 2 Vicente Guillot (54) 5 – 2 Vicente Guillot (69) 6 – 2 Héctor Núñez (74)                                                                     | 0 – 1 Sándor Kocsis (8) 1 – 2 Sándor Kocsis (20) |              |              |
| Tur | |              |              |
| 8 septembrie 1962, ora 22:45 la Valencia (Mestalla) | |              |              |
| Scor: 6 – 2 (3 – 2) | |              |              |
| Spectatori: 65.000 | |              |              |
| Arbitru: Joseph Barbéran, Franța | |              |              |

| FC Barcelona | FC Barcelona | Valencia CF | Valencia CF |
| | \| Retur \| \| 12 septembrie 1962, ora 20:45 la Barcelona (Camp Nou) \| \| Scor: 1 – 1 (0 – 0) \| \| Spectatori: 50.000 \| \| Arbitru: Giulio Campanati, Italia \|                                                      |             |             |
| - José Manuel Pesudo - Julio César Benítez - Jesús Garay - Josep Maria Fusté - Martí Vergés - Sígfrid Gràcia - Luis Cubilla - Sándor Kocsis - Fernand Goyvaerts - Ramón Villaverde - Antonio Camps Antrenor: Alejandro Scopelli | - Ricardo Zamora de Grassa - Vicente Piquer - Manuel Mestre - José Sastre - Juan Carlos Quincoces - Chicão - Héctor Núñez - José Antonio Urtiaga - Waldo Machado - Vicente Guillot - Nando Yosu Antrenor: László Kubala |             |             |
| 1 – 0 Sándor Kocsis (46) | 1 – 1 Vicente Guillot (88) |             |             |
| Retur | |             |             |
| 12 septembrie 1962, ora 20:45 la Barcelona (Camp Nou) | |             |             |
| Scor: 1 – 1 (0 – 0) | |             |             |
| Spectatori: 50.000 | |             |             |
| Arbitru: Giulio Campanati, Italia | |             |             |

## Golgheteri
9 goluri
- Waldo Machado (Valencia CF)

8 goluri
- Evaristo de Macedo (FC Barcelona)
- Vicente Guillot (Valencia CF)

7 goluri
- Antonio Camps (RCD Espanyol Barcelona)
- Héctor Núñez (Valencia CF)